# Labium inflexum
Labium inflexum là một loài tò vò trong họ Ichneumonidae.